# هیرونوبو اونو
هیرونوبو اونو (انگلیسی: Hironobu Ono؛ زادهٔ ۷ ژوئیهٔ ۱۹۸۷) بازیکن فوتبال اهل ژاپن است.